# Akitsugu Konno
Akitsugu Konno (金野 昭次?, Konno Akitsugu; Sapporo, 1º settembre 1944 – 5 settembre 2019) è stato un saltatore con gli sci giapponese.

## Palmarès

### Olimpiadi invernali
- Argento a Sapporo 1972 nel salto con gli sci, trampolino normale.